# Сирлин, Альберто
Альберто Сирлин (исп. Alberto Sirlin; 25 ноября 1930, Буэнос-Айрес, Аргентина — 23 февраля 2022, Нью-Йорк, США) — аргентинский и американский физик-теоретик, работавший в области физики элементарных частиц, профессор Нью-Йоркского университета, лауреат премии Гумбольдта (1997) и премии Сакураи (2002).

## Биография
Альберто Сирлин родился 25 ноября 1930 года в Буэнос-Айресе. В 1948—1952 годах он изучал физику в Университете Буэнос-Айреса. Там же, под руководством Рихарда Ганса, Сирлин работал над проблемами, связанными с классической нелинейной физикой, получив в 1953 году докторскую степень; тема диссертации — «Теория устойчивости нелинейных резонансных явлений» (исп. Teoría de la estabilidad de fenómenos de resonancia no lineal).
В 1953 году Сирлин получил стипендию для работы в Бразильском центре физических исследований, расположенном в Рио-де-Жанейро. Помимо исследовательской работы, в этом центре он также имел возможность прослушать ряд курсов, включая лекции Ричарда Фейнмана по квантовой механике.
Начиная с 1954 года, Альберто Сирлин жил и работал в США. В 1954—1955 годах он занимался научной работой в Калифорнийском университете в Лос-Анджелесе. Затем Сирлин переместился в Корнеллский университет (Итака, штат Нью-Йорк), где работал в 1955—1957 годах. Там же в 1958 году он получил степень доктора философии (Ph.D.), его научным руководителем был Эдвин Солпитер. В 1957—1959 годах Сирлин работал ассистентом-исследователем в Колумбийском университете в Нью-Йорке.
Начиная с 1959 года, Сирлин работал в Нью-Йоркском университете. В 1959 году он получил должность ассистента-профессора, в 1961 году — ассоциированного профессора, а в 1968 году стал полным профессором. В этой должности он проработал до своего выхода на пенсию в 2008 году.

## Научные результаты
В середине 1950-х годов, работая вместе с Робертом Финкелстейном и Ральфом Берендсом в Калифорнийском университете в Лос-Анджелесе, Альберто Сирлин исследовал квантовоэлектродинамические радиационные поправки к распаду мюона в рамках четырёхфермионной теории слабого взаимодействия, предложенной Энрико Ферми.
Во второй половине 1950-х годов, в совместных работах с Тоитиро Киноситой, выполненных в Корнеллском университете, Сирлин вычислил квантовоэлектродинамические поправки к распаду мюона и ядерному бета-распаду в универсальной V—A теории слабого взаимодействия. Одним из важных результатов этого вычисления было то, что соответствующая поправка ко времени жизни мюона составила +0,4 %, — это было важно для получения более точного значения постоянной Ферми, определяющей степень интенсивности слабого взаимодействия. 
С появлением Стандартной модели, описывающей электромагнитное, слабое и сильное взаимодействие элементарных частиц, Сирлин играл ведущую роль в вычислении квантовых поправок к процессам, содержащим вклады W-бозонов и Z-бозонов, которые были важны для подтверждения справедливости модели. Наиболее известной (более 1400 цитирований на июль 2022 года) стала его работа 1980 года, в которой он предложил схему перенормировки на массовой поверхности, основанную на физических параметрах и фундаментальной величине {\displaystyle \Delta r}, связанной с эффектами излучения.

## Награды и премии
- Действительный член (англ. Fellow) Американского физического общества (1971)[2]
- Стипендиат Гуггенхайма (1983)[2]
- Лауреат премии Гумбольдта (1997)[2]
- Лауреат премии Сакураи (2002, совместно с Уильямом Марсиано[англ.])[1][2], «за пионерские работы по радиационным поправкам, сделавшие область высокоточных электрослабых вычислений мощным методом тестирования Стандартной модели и поиска новой физики»[7]

## Некоторые публикации
- R. E. Behrends, R. J. Finkelstein, A. Sirlin. Radiative corrections to decay processes, Physical Review, 1956, v. 101, No. 2, p. 866—873, doi:10.1103/10.1103/PhysRev.101.866
- T. Kinoshita, A. Sirlin. Radiative corrections to Fermi interactions, Physical Review, 1959, v. 113, No. 6, p. 1652—1660, doi:10.1103/PhysRev.113.1652
- M. A. B. Bég, A. Sirlin. Gauge theories of weak interactions (Circa 1973–1974 C.E.), Annual Review of Nuclear Science, 1974, v. 24, p. 379—450, doi:10.1146/annurev.ns.24.120174.002115
- A. Sirlin. Radiative corrections in the SU(2)L × U(1) theory: A simple renormalization framework, Physical Review, 1980, v. D22, No. 4, p. 971—981, doi:10.1103/PhysRevD.22.971
- M. A. B. Bég, A. Sirlin. Gauge theories of weak interactions II (Circa 1981–1982 C.E.), Physical Reports, 1982, v. 88, No. 1, p. 1—90, doi:10.1016/0370-1573(82)90100-4
- A. Sirlin, W. Marciano. Electroweak radiative corrections to τ decay, Physical Review Letters, 1988, v. 61, No. 16, p. 1815—1818, doi:10.1103/PhysRevLett.61.1815